# Ernst Engel (Grafiker)
Ernst Hermann Karl Engel (* 13. Dezember 1879 in Kassel; † 17. Juli 1967 in Bad König) war ein deutscher Grafiker und Betreiber der Ernst-Engel-Presse.

## Leben und Wirken
Nach einer Schriftsetzerlehre arbeitete Engel bei Gebr. Klingspor, wo er ab 1905 die Hausdruckerei leitete. Danach lehrte er in Frankfurt und schließlich an der Kunstgewerbeschule Offenbach am Main (heutige Hochschule für Gestaltung) und betrieb darüber hinaus die Ernst-Engel-Presse. 1919 erwarb er eine solide Presse, die er für sein Lehramt nutzen wollte. Er verlegte Bücher mit hohem gestalterischen Anspruch, die in sehr kleinen Auflagen vertrieben wurden. Mitarbeiter von Engel waren seine Kollegen Otto Fratzscher und Ignatz Wiemeler. Auch Schüler waren an der Presse beteiligt, beispielsweise Karlgeorg Hoefer. Einige durften unter eigenem Namen tätig sein, so Georg Geith und Helmut Harmening, die 1925 das Buch „Friedrich von Schiller: Über das Erhabene“ in der Schrift Koch-Antiqua setzten, oder Friedrich Schaad, der 1929 das Buch „Rainer Maria Rilke: Das Marienleben“ in der Schrift Frühling setzte.
Die Ernst-Engel-Presse wurde von 1952 bis 1995 von seinem Schüler Walter Stähle fortgeführt.
Aus dem Nachlass Engels befinden sich im Klingspor-Museum 59 Handpressendrucke seiner Schüler, Drucke der Ernst-Engel-Presse, Stahlstempel und Schriftmatrizen zu drei Unzialschriften, fünfzig Einblattdrucke mit verschiedenen Formaten und eine Originalhandschrift Karlgeorg Hoefers für Ernst Engel.

## Druckwerke (Auswahl)
- Friedrich Hölderlin: Der Tod des Empedokles. Ein Trauerspiel. Das Bruchstück der 1. Fassung (= Handpressendruck 8, ZDB-ID 2478919-7). Ernst Engel, Offenbach a. Main 1925 (Auflage: gesamt 110 Exemplare. Mit 3 eingedruckten Holzschnitten von Gustav Eichenauer, nach Zeichnungen von Heinrich Holz).
- Ernst Engel: Heinrich Holz zum Gedächtnis. Gestorben 2. Mai 1927 zu Offenbach a. M. s. n. (Reichner), s. n. (Wien) s. a. (1933), (Beilage zu Philobiblon. Eine Zeitschrift für Bücherfreunde. Jg. 6. H. 6, ZDB-ID 550874-5, 1933. Die Typen von Engel geschnitten, gedruckt in der Klasse für Buchdruck,  Kunstgewerbeschule Offenbach).